# Židé v Chebu
Židé v Chebu pobývali zřejmě již ve 13. století a během 1. poloviny 14. století se chebská židovská komunita značně rozrostla. V souvislosti s vlnou „černé smrti“ v Evropě však místní obyvatelstvo uspořádalo roku 1350 pogrom, jemuž padla za oběť většina místních Židů. Židé se pak do Chebu záhy poté vrátili, místní židovská komunita však již nikdy nedosáhla svého dřívějšího významu. K tomu přispělo i to, že roku 1430 dosáhli chebští měšťané vyhnání Židů ze svého města. Poté se do Chebu vrátilo několik židovských rodin, jež ovšem byly znovu vyhnány roku 1502.
Novověké židovské osídlení Chebu se začalo rozvíjet až po zrovnoprávnění Židů v 3. čtvrtině 19. století. Rychle rostoucí počet Židů umožnil roku 1862 vznik židovského náboženského spolku, jenž se o deset let později přeměnil v židovskou náboženskou obec. Roku 1900 dosáhla chebská židovská komunita s 554 členy největšího rozmachu. Mírný úbytek židovského obyvatelstva v Chebu pak dramaticky uspíšil rostoucí antisemitismus místního německého obyvatelstva a holokaust. 
Po druhé světové válce byla židovská obec zrušena a připojena k ŽNO Karlovy Vary.

## Středověké židovské osídlení
Židé se v Chebu usídlovali pravděpodobně již od 13. století, spolehlivě je doložen pobyt Židů ve městě až k roku 1314. Po připojení Chebu k Českému království roku 1322 se Židům dostalo postavení servi camerae regiae – král Židy považoval za svůj majetek a jako takové je také chránil, zároveň však Židé museli odvádět králi daně a další případné poplatky. Toto postavení ovšem chebské Židy roku 1350 neuchránilo před obrovským pogromem. Chebský pogrom se stal součástí vlny pogromů, jež se šířila spolu s epidemií „černé smrti“. České země pogromy příliš nezasáhly, avšak právě Cheb představoval spolu s Vratislaví výjimku. Za oběť řádění obyvatel Chebu padla většina místních Židů a jen hrstce se podařilo uprchnout z města. Karel IV. se spokojil pouze s finančním odškodněním a potrestání viníků již nevyžadoval.
Již roku 1352 již však Židé v Chebu opět bydleli a v dokumentu z roku 1364 Karel IV. místním Židům potvrdil právo na držbu synagogy a hřbitova. Počet chebských Židů na konci 14. století dosahoval asi 250 osob. Postoj chebského obyvatelstva vůči Židům se ovšem příliš nezměnil, a tak roku 1430 město žádalo krále Zikmunda o povolení Židy z města vypovědět. Zikmund městu vyhověl, odchod Židů ovšem město ekonomicky poškodil, a tak Cheb již roku 1434 žádal krále, aby povolil návrat šestnácti židovských rodin. Král opět svolil, Židé však o návrat do Chebu příliš nestáli, a tak roku 1457 ve městě žily pouze tři židovské rodiny. Znovu pak židovské obyvatelstvo muselo Cheb opustit roku 1502.
Od 1. poloviny 17. století se zákaz pobytu Židů z ekonomických důvodů porušoval, v Chebu mohlo pobývat několik židovských rodin, jejichž postavení bylo velmi nejisté a stále čelily hrozbě opětovného vypovězení. Tento stav, kdy povolení k pobytu v Chebu vlastnilo jen několik Židů, trval až do poloviny 19. století.

## Novodobá židovská obec
| Rok   | 1860  | 1880  | 1890  | 1900  | 1910  |
| ----- | ----- | ----- | ----- | ----- | ----- |
| Počet | 239   | 379   | 503   | 554   | 549   |
| Podíl | 1,8 % | 2,2 % | 2,7 % | 2,3 % | 2,1 % |

Novodobá židovská komunita začala vznikat až po emancipaci Židů v 3. čtvrtině 19. století. Roku 1850 žilo v Chebu ještě jen několik židovských rodin, jež si roku 1854 v domě Naphtaliho Zuckermanna zařídily modlitebnu a místnost pro náboženskou výchovu dětí. Naphtali Zuckermann stanul také v čele náboženského spolku, jehož stanovy roku 1862 schválilo české místodržitelství. Soukromá modlitebna ovšem přestávala rostoucímu počtu Židů vyhovovat, a tak roku 1870 židovský spolek přebudoval bývalý hostinec Zur böhmischer Krone na synagogu. Roku 1872 pak chebští Židé dosáhli přeměny náboženského spolku na náboženskou obec, jejímž předsedou se stal Heinrich Bloch. O dva roky později také dosáhli zřízení vlastního hřbitova v dnešní ulici Osvobození. Na základě z roku 1890 pak pod působnost chebské židovské obce připadlo i okolí Chebu. Takto reorganizovaná obec již roku 1893 vybudovala novou honosnou synagogu. Zároveň rozkvétala spolková činnost místních Židů. Ta byla během Křišťálové noci v roce 1938 vypálena a ruiny později strženy.
Roku 1930 v Chebu žilo 491 osob hlásících se k israelskému vyznání (1 % obyvatel města). Po druhé světové válce byla ŽNO obnovena, těsně po válce (rok 1945) žilo v jejím obvodu asi 200 osob židovského vyznání, ale pro rychlý úbytek členů byla již roku 1947 zrušena a připojena k ŽNO Karlovy Vary. Dnes se k židovskému náboženství v Chebu hlásí pouze několik jednotlivců, kteří jsou členy karlovarské ŽO.